# Die Bunten
Die Bunten waren eine österreichische rechtsextremistische Partei. Die Bürgerliste wurde zur Gemeinderatswahl 2003 von Ludwig Reinthaler gegründet und angeführt. Sie kandidierte für den Welser Gemeinderat und wurde am 27. September 2009 durch den Verfassungsgerichtshof (VfGH) von dieser Wahl ausgeschlossen. Ein Einspruch aus dem Jahre 2010 war erfolglos und die Gemeinderatswahl wurde daher für gültig erklärt.
In die Schlagzeilen kam die Partei immer wieder durch programmatische Nähe zur NSDAP und der Verwendung von nationalsozialistischer Symbolik wie das Zeigen des Hitler-Grußes im KZ Mauthausen durch Parteianhänger.